# Dysdera maurusia
Dysdera maurusia là một loài nhện trong họ Dysderidae.
Loài này thuộc chi Dysdera. Dysdera maurusia được Tord Tamerlan Teodor Thorell miêu tả năm 1873.